# Vranken (familie)
Vranken  is een familie met telgen uit vier generaties Nederlandse musici, koordirigenten, organisten en componisten in de Rooms-Katholieke kerk en oratoriumkoren. De familie is vanaf het begin van de 19-de eeuw afkomstig uit Zuid-Limburg. De latere generaties verspreidden zich over Nederland.
- Pieter Jacobus (Jacques) Vranken (1832–1912),[1] gemeentesecretaris en onbezoldigd (?) organist van de Sint-Agneskerk (de Auw Kèrk) in Bunde
  - Jos Vranken (1870-1948),[2][3]) organist, koordirigent en componist
    - Jaap Vranken (1897-1956),[4][5]) organist, koordirigent en componist
    - Jos Vranken (1900-1974),[6] organist en koordirigent
      - Jos Vranken (1939), koordirigent en organist

  - Alphons Vranken (1879-1953),[7][8]) organist en koordirigent
    - Toon Vranken (1911-1977),[9] organist en koordirigent